# Chamaecelyphus kalongensis
Chamaecelyphus kalongensis är en tvåvingeart som beskrevs av Vanschuytbroeck 1963. Chamaecelyphus kalongensis ingår i släktet Chamaecelyphus och familjen Celyphidae.
Artens utbredningsområde är Kongo. Inga underarter finns listade i Catalogue of Life.